# 埃尔维利亚尔
埃尔维利亚尔（西班牙語：Elvillar）是西班牙巴斯克自治区阿拉瓦省的一个市镇。总面积18km²，总人口367人（2001年），人口密度20人/km²。